# Історії жаху
«Історії жаху» (англ. Tales of Terror) — фільм режисера Роджера Кормана, знятий 1962 року. Входить у серію кінокартин, знятих за творами Едгара По. Є кіноальманахом, що складається з трьох історій, у кожній з яких головну роль грає Вінсент Прайс.

## Сюжет
Морелла. Після багаторічної відсутності Ленора Лок повертається до батьківського будинку. Однак батько зовсім не радий поверненню дочки, оскільки вважає її винною у смерті його коханої дружини Морелли, матері Ленори (труп Морелли Лок зберігає непохованим у спальні). Лише звістка про швидку смерть дочки примиряє Лока з її присутністю у домі. Однак сімейна ідилія не відбулася — дух Морелли вселяється в тіло дочки і бажає помститися колишньому чоловікові, а той випадково перекидає свічник, і вся родина гине у вогні.
Чорний кіт. Старий п'яниця Монтрезор Геррінгбоун дорікає дружині тим, що вона дає йому мало грошей на випивку. Свою злість Монтрезор зриває на чорному коті місіс Геррінгбоун. У пошуках алкоголю п'яниця забрідає на з'їзд торговців вином, де бере участь у змаганні з дегустації вина з містером Фортунато. Тут з'ясовується, що Монтрезор визначає вина анітрохи не гірше від заїжджого дегустатора, проте, зрештою, сильно напивається. У результаті Фортунато доводиться провести Геррінгбоуна до будинку, де він знайомиться із дружиною товариша по чарці. Як наслідок, між ними виникає любовний зв'язок. Коли наступного разу Фортунато приходить у будинок Геррінбоунів, той напуває його отруєним вином. Зрештою ошуканий чоловік замуровує горе-донжуана разом із дружиною у підвалі. Потім він знаходить гроші дружини і пиячить на них. Вдома Монтрезора мучать кошмари — йому здається, що небіжчики вирвалися з могили, відгвинтили йому голову і грають нею, як м'ячиком, а потім до нього приходять поліціянти, які шукають дружину. Геррінгбоуна видає випадково замурований у тому ж підвалі кіт.
Правда про те, що трапилося з містером Вальдемаром. Містер Вальдемар лікується від болю, викликаного пухлиною мозку, методом месмеризму, який практикує містер Кармайкл. Вальдемар помирає і перед смертю благословляє дружину вийти заміж за свого лікаря, доктора Джеймса. Після цього Кармайкл проводить останній експеримент, покликаний допомогти Вальдемару померти без мук. Однак результат виявився несподіваним для оточення — Вальдемар помирає, але його свідомість залишається, і Кармайкл контролює його. Гіпнотизер не тільки не дозволяє душі Вальдемара піти, а той навіть описує свої посмертні подорожі. До того ж він змушує Вальдемара висловити бажання, щоб його дружина вийшла заміж за Кармайкла. Жінка погоджується на це лише за умови, що гіпнотизер відпустить її чоловіка, проте Кармайкл починає шантажувати вдову. Тоді вона волає про допомогу, і труп містера Вальдемара, що розкладається, приходить їй на допомогу.

## В ролях

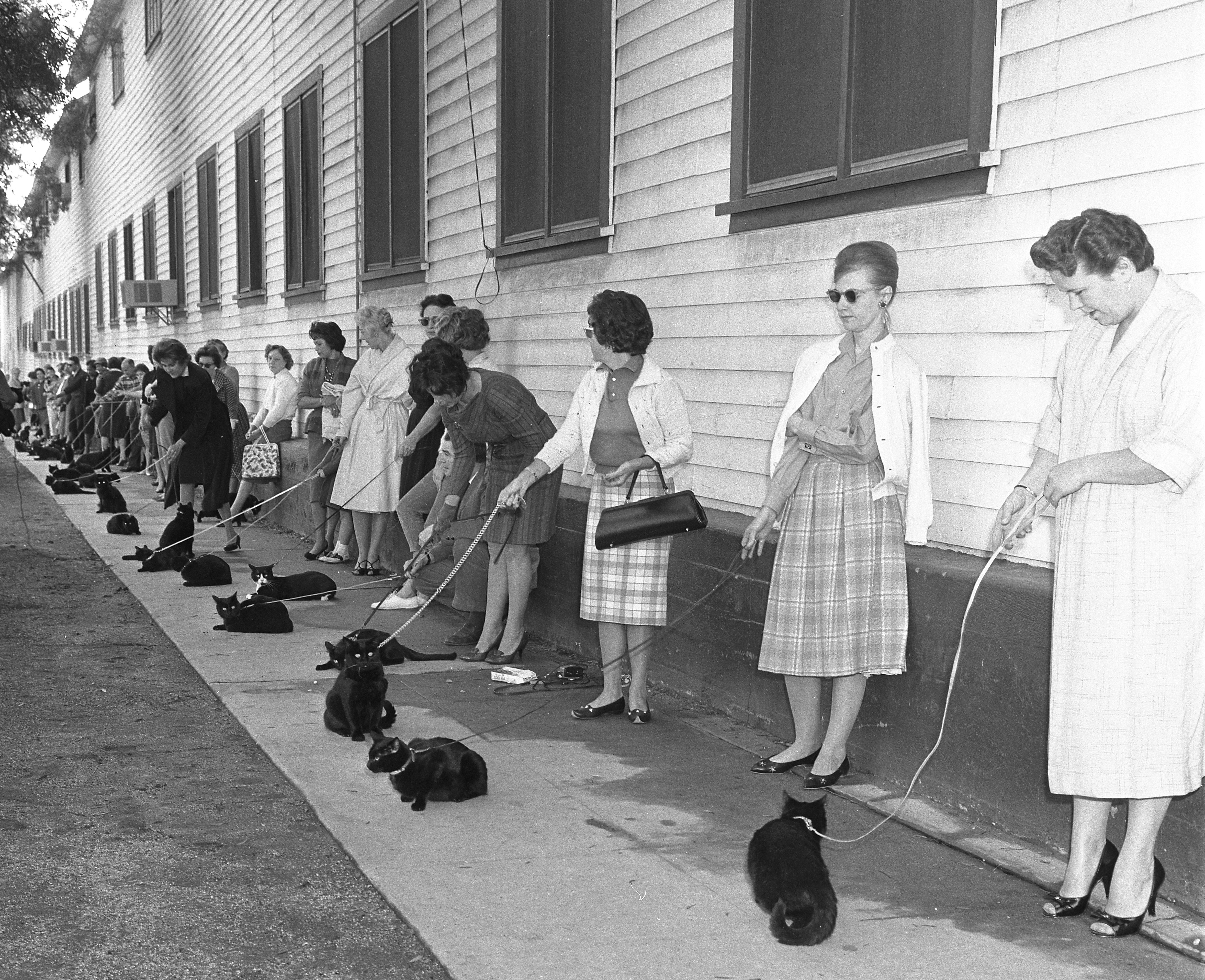
Кандидати на роль чорного кота

| Актор                      | Роль                         |
| -------------------------- | ---------------------------- |
| Вінсент Прайс              | Фортунато / Вальдемар / Локе |
| Меггі Пірс                 | Ленора Локе                  |
| Леона Гейдж                | Морелла Локе                 |
| Едмунд Кобб                | візник                       |
| Пітер Лорре                | Монтрезор Геррінгбоун        |
| Джойс Джеймісон            | Аннабель Геррінгбоун         |
| Джон Гекетт (John Hackett) | поліціянт                    |
| Ленні Вейнріб              | поліціянт                    |
| Воллі Кампо                | Барман Вілкінс               |
| Алан Девітт (Alan DeWitt)  | голова винного товариства    |
| Безіл Ретбоун              | Кармайкл                     |
| Дебра Пейджит              | Гелен Вальдермар             |
| Девід Френкхем             | лікар Елліот Джеймс          |